# OR13C3
OR13C3 (англ. Olfactory receptor family 13 subfamily C member 3) – білок, який кодується однойменним геном, розташованим у людей на короткому плечі 9-ї хромосоми. Довжина поліпептидного ланцюга білка становить 347 амінокислот, а молекулярна маса — 38 729.
| 10         |  | 20         |  | 30         |  | 40         |  | 50         |
| ---------- |  | ---------- |  | ---------- |  | ---------- |  | ---------- |
| MIVQLICTVC |  | FLAVNTFHVR |  | SSFDFLKADD |  | MGEINQTLVS |  | EFLLLGLSGY |
| PKIEIVYFAL |  | ILVMYLVILI |  | GNGVLIIASI |  | FDSHFHTPMY |  | FFLGNLSFLD |
| ICYTSSSVPS |  | TLVSLISKKR |  | NISFSGCAVQ |  | MFFGFAMGST |  | ECLLLGMMAF |
| DRYVAICNPL |  | RYPIILSKVA |  | YVLMASVSWL |  | SGGINSAVQT |  | LLAMRLPFCG |
| NNIINHFACE |  | ILAVLKLACA |  | DISLNIITMV |  | ISNMAFLVLP |  | LMVIFFSYMF |
| ILYTILQMNS |  | ATGRRKAFST |  | CSAHLTVVII |  | FYGTIFFMYA |  | KPKSQDLIGE |
| EKLQALDKLI |  | SLFYGVVTPM |  | LNPILYSLRN |  | KDVKAAVKYL |  | LNKKPIH    |

A: Аланін

C: Цистеїн

D: Аспарагінова кислота

E: Глутамінова кислота

F: Фенілаланін

G: Гліцин

H: Гістидин

I: Ізолейцин

K: Лізин

L: Лейцин

M: Метіонін

N: Аспарагін

P: Пролін

Q: Глутамін

R: Аргінін

S: Серин

T: Треонін

V: Валін

W: Триптофан

Кодований геном білок за функціями належить до рецепторів, g-білокспряжених рецепторів, білків внутрішньоклітинного сигналінгу. 
Локалізований у клітинній мембрані, мембрані.